# The Good, the Bad & the Queen (альбом)
The Good, the Bad & the Queen («Хороший, плохой и королева») — дебютный студийный альбом британской альтернативной супергруппы The Good, the Bad & the Queen, в состав которой входят Деймон Албарн, Пол Симонон, Саймон Тонг и Тони Аллен. Выпущен в январе 2007 года и дебютировал на втором месте в хит-параде UK Albums Chart, а также, несмотря на небольшое признание в СМИ и ротацию, спустя несколько дней после выпуска получил статус золотого диска в Великобритании. В американском чарте Billboard 200 альбом поднялся до 49 места.

## Об альбоме
Было высказано предположение, что альбом, в некотором смысле, является концептуальным, так как все песни построены вокруг современной жизни в Лондоне. В интервью журналу Mojo, Албарн описал альбом, как «вокальный цикл c элементами мистерии о Лондоне».

## Список композиций
| №   | Название                        | Длительность |
| --- | ------------------------------- | ------------ |
| 1.  | «History Song»                  | 3:05         |
| 2.  | «80's Life»                     | 3:28         |
| 3.  | «Northern Whale»                | 3:54         |
| 4.  | «Kingdom of Doom»               | 2:42         |
| 5.  | «Herculean»                     | 3:59         |
| 6.  | «Behind the Sun»                | 2:38         |
| 7.  | «The Bunting Song»              | 3:47         |
| 8.  | «Nature Springs»                | 3:10         |
| 9.  | «A Soldier's Tale»              | 2:30         |
| 10. | «Three Changes»                 | 4:15         |
| 11. | «Green Fields»                  | 2:26         |
| 12. | «The Good, the Bad & the Queen» | 7:00         |

| №  | Название                                                  | Длительность |
| -- | --------------------------------------------------------- | ------------ |
| 1. | «Nature Springs» (вживую в The Tabernacle)                | 3:16         |
| 2. | «The Bunting Song» (вживую в The Tabernacle)              | 4:01         |
| 3. | «The Good, the Bad & the Queen» (вживую в The Tabernacle) | 4:36         |
| 4. | «A Soldier's Tale» (репетиционное видео)                  | 2:22         |
| 5. | «Interview» (репетиционное видео)                         | 20:43        |

## Участники записи
The Good, the Bad & the Queen
- Деймон Албарн — лид-вокал, клавишные, задняя обложка
- Пол Симонон — бас-гитара, бэк-вокал, иллюстрации
- Саймон Тонг — гитара
- Тони Аллен — ударные

Продакшн
- Danger Mouse — продюсер
- Джейсон Кокс — запись, микширование
- Джеймс Дринг — программинг
- Хауи Вейнберг — мастеринг

Дополнительные музыканты
- Danger Mouse — перкуссия («Kingdom of Doom»), синтезатор («Herculean», «The Good, the Bad & the Queen»)
- Гарри Кристоферс — хор («Herculean»)
- Юлия Дойл — хор («Herculean»)
- Грейс Дэвидсон — хор («Herculean»)
- Кирсти Хопкинс — хор («Herculean»)
- Шарлотта Моббс — хор («Herculean»)
- Эндрю Оллесон — хор («Herculean»)
- Ян Эйткенхэд — хор («Herculean»)
- Дэвид Клегг — хор («Herculean»)
- Кристофер Ройалл — хор («Herculean»)
- Адриан Лоу — хор («Herculean»)
- Бен Рэйфилд — хор («Herculean»)
- Марк Добелл — хор («Herculean»)
- Симон Берридж — хор («Herculean»)
- Джеймс Холлидей — хор («Herculean»)
- Джулиан Эмпетт — хор («Herculean»)
- Сэм Эванс — хор («Herculean»)
- Antonia Pagulatos — скрипка («Herculean», «Behind the Sun», «Nature Springs», «A Soldier's Tale», «Three Changes» и «The Good, the Bad & the Queen»)
- Салли Джексон — скрипка («Herculean», «Nature Springs», «A Soldier's Tale», «The Good, the Bad & the Queen»)
- Алиса Прэтли — скрипка («Herculean», «Nature Springs», «A Soldier's Tale», «The Good, the Bad & the Queen»)
- Гиллон Кэмерон — скрипка («Behind the Sun», «Three Changes»)
- Стелла Пейдж — альт («Herculean», «Behind the Sun», «Nature Springs», «A Soldier's Tale», «Three Changes», «The Good, the Bad & the Queen»)
- Аманда Драммонд — альт («Herculean», «Nature Springs», «A Soldier's Tale», «The Good, the Bad & the Queen»)
- Эмма Оуэнс — альт («Behind the Sun», «Three Changes»)
- Иззи Данн — виолончель («Herculean», «Behind the Sun», «Nature Springs», «A Soldier's Tale», «Three Changes», «The Good, the Bad & the Queen»)
- Ал Моббс — контрабас («Herculean», «Behind the Sun», «Nature Springs», «A Soldier's Tale», «Three Changes», «The Good, the Bad & the Queen»)
- Эмма Смит — контрабас («Behind the Sun», «Three Changes»)

Другие участники
- Уилл Бэнкхэд — дизайн
- Джейми Хьюлетт — задняя обложка
- Пенни Смит — фотографии
- Томас Шоттер Бойз — изображения

## Хит-парады
| Хит-парад (2007) | Позиция |
| ---------------- | ------- |
| UK Albums        | 2       |
| US Billboard 200 | 49      |

## Сертификаты
| Страна               | Сертификат      |
| -------------------- | --------------- |
| Великобритания (BPI) | Золотой диск    |
| Франция (SNEP)       | Серебряный диск |